# Хроніка (фільм)
«Хроніка» (англ. Chronicle) — американський науково-фантастичний фільм 2012 року, режисерський дебют Джоша Транка, який разом з Максом Ландісом також виступив у ролі сценариста стрічки. За сюжетом, троє старшокласників з Сіетлу, ролі яких виконують Дейн Де Гаан, Алекс Рассел і Майкл Б. Джордан, отримують здібність до телекінезу. Спочатку вони користуються цим для пустощів і власної вигоди, допоки в героя Де Гаана не прокидається темна сутність його особистості. 
Фільм візуально виконаний у жанрі знайденого кадру — його події зображені з точки зору різних відеопристроїв, у першу чергу відеокамери, якою користується головний герой для документування свого життя. Стрічка вийшла 3 лютого 2012 у США та 23 лютого 2012 в Україні. Фільм отримав позитивну схвальні відгуки критиків, а також мав фінансовий успіх в прокаті, заробивши більше 126 млн $.

## Сюжет
Підліток з Сієтлу Ендрю Детмер (Дейн Дехаан) починає відеознімання свого життя. Його мати Карен (Бо Петерсен) повільно вмирає від раку, батько-алкоголік Річард (Майкл Келлі) — словесно і фізично знущається з власного сина. Знущання також переслідують хлопця і в школі. 
Двоюрідний брат Метт (Алекс Расселл) запрошує Ендрю на вечірку, щоб допомогти йому налагодити контакт із людьми, але знімання Ендрю дратує учасників, і тому він залишає розваги у сумі. Популярний студент Стів (Майкл Б. Джордан) переконує Ендрю записати щось дивне, що він і Метт знайшли в лісі: діра в землі випускала гучний дивний шум. Трійця хлопців входить в отвір, де знаходять великий сяйнистий синій кристалічний об'єкт. Він світиться червоним, група постраждала від носової кровотечі і болю. Камера вимикається. Через кілька тижнів Ендрю записує себе, Метта та Стіва на відео, як вони проявляють здібності телекінезу, здатні рухати предмети власними розумами, але постійно йде кровотеча з носа, коли вони перенапружуються. Вони повертаються до отвору, але виявили, що він завалений, департамент шерифа загерметизував область.
Як випливає з їхньої здатності, вона стає з часом потужнішою, Метт припустив, що здібності функціонують як м'язи, стають все сильнішими мірою використання. Тріо розвиває близьку дружбу і починає використовувати свої здібності, щоб бешкетувати. Однак, після того, як Ендрю брутально штовхає автомобілістів з дороги в річку, Метт стверджує, що вони повинні обмежувати використання власних переваг щодо живих істот.
Коли вони виявляють здатність до польоту, погоджуються політати в усьому світі разом після закінчення школи. Ендрю хоче відвідати Тибет у мирних цілях. Стів закликає Ендрю увійти у шкільне шоу талантів. Ендрю вражає своїх однокласників, маскуючи свої надздібності під фокуси як разючі подвиги. 
Ендрю стає замкнутішим і ворожішим, кульмінацією стає випадок, коли його батько Річард нападає на нього, і син використовує свою силу, щоб подолати його. Його порив зайшов настільки далеко, що він завдає болю психічно пов'язаним з ним Стіву і Метту. Стів звертається до Ендрю, який літає у розпал шторму, намагається втішити його, але це тільки сердить друга, допоки Стіва водночас не вдарила блискавка і вбила його. 
Ендрю віддаляється від Метта, пізніше його дражнять у школі. Після цькування той телекінезом вириває зуби мудрості з рота хулігана. Ендрю починає ідентифікувати себе як хижака, що він не повинен відчувати провину за використання своє сили для шкоди тих, хто слабший за нього. Коли стан матері гіршає, Ендрю використовує свої здібності, щоб вкрасти гроші для неї на ліки. Після пограбування місцевої банди він грабує бензоколонку, на якій він мимоволі викликає вибух. 
Під час святкування дня народження Метт відчуває кровотечу з носа, відчуває, що Ендрю в біді. Він бачить репортаж про вибух у лікарні, негайно їде туди, намагаючись вгамувати друга, проте той стає повністю ворожим та ірраціональним, боротьба триває по всьому місту, паралельно хлопці ламають будівлі, кидають транспортні засоби. Поранений і лютий, Ендрю використовує свою силу на повну, що призводить до знищення будівлі навколо нього. Оскільки під загрозою сотні життів, у Метта не залишається вибору, як зі сльозами вбити друга за допомогою списа сусідньої статуї. Поліція оточує Метта, але він відлітає.
Три місяці потому Метт подорожує Тибетом з камерою Ендрю. Виступаючи перед камерою про рішення минулого однокласника Ендрю, Метт обіцяє використати свої здібності для добрих справ і з'ясувати, що ж сталося з ними в отворі.

## Ролі
- Дейн ДеХаан — Ендрю Детмер
- Алекс Рассел — Метт Гаретті
- Майкл Б. Джордан — Стів Монтгомері
- Майкл Келлі — Річард Детмер
- Еллі Хіншо — Кейсі Леттер
- Анна Вуд — Моніка
- Бо Петерсен — Карен Детмер

## Реліз

### Касові збори
В цілому, фільм зібрав $64 314 970 в Сполучених Штатах і Канаді і $58 800 000 в інших країнах. Усього — $123 114 970.

### Критика
Хроніка отримала позитивні відгуки. Огляди з сайту Гнилі Помідори показали, що 85% критиків дали фільму позитивну характеристику на основі 165 відгуків із середнім балом 7.1/10. На Metacritic, який призначає середньозважений рейтинг зі 100 відгуків від основних критиків, фільм отримав 69 балів, на основі 31 відгуку, що свідчить про «загально сприятливий рівень».